# Inga pruriens
Inga pruriens är en ärtväxtart som beskrevs av Eduard Friedrich Poeppig. Inga pruriens ingår i släktet Inga och familjen ärtväxter. Inga underarter finns listade i Catalogue of Life.